# 結膜

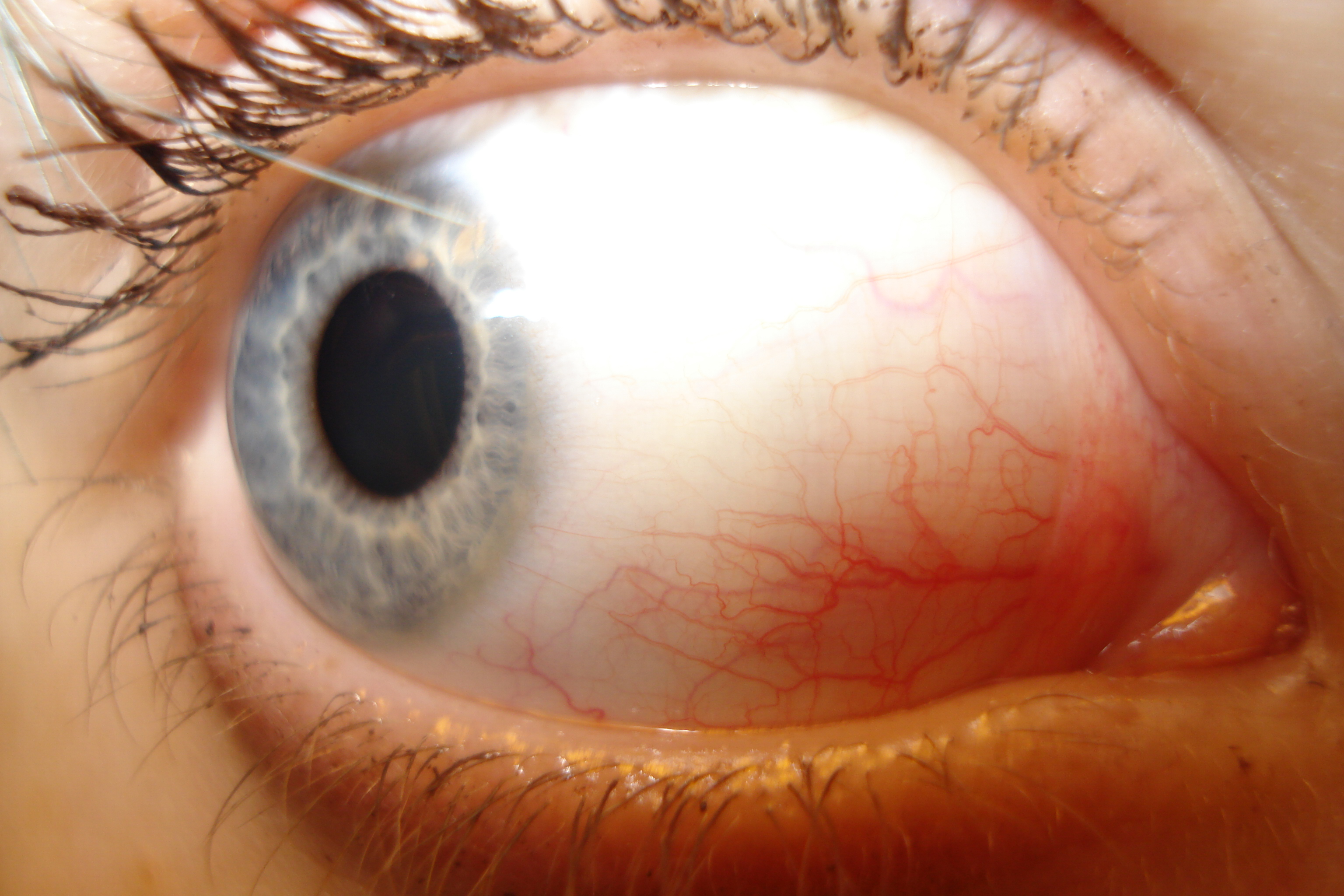
眼の結膜の血管

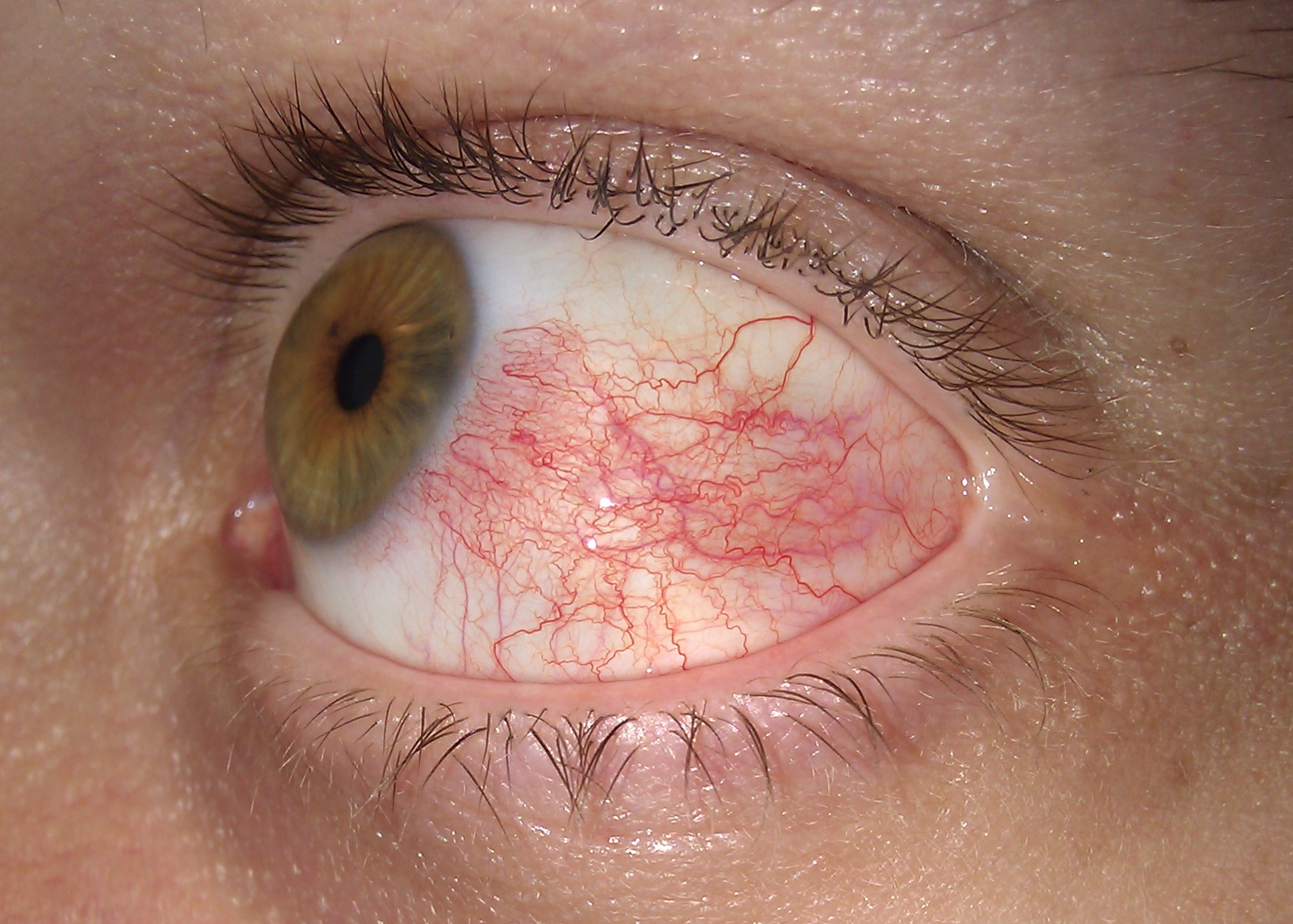
結膜の血管が充血した状態

結膜 （けつまく、英語: conjunctiva）とは、強膜と眼瞼の内側を覆う膜である。杯細胞を含む非角化重層扁平上皮と重層円柱上皮で構成されている。

## 機能
結膜は粘液と、涙腺より量は少ないながら涙を生産することによって、目の機能を補助する。結膜は目の中への微生物の侵入を防ぐ働きをし、免疫監視機構に貢献する。

## 解剖学
解剖学的に、結膜は3つの部分に分けられる。
| 部分               | 部位 |
| ------------------ | --- |
| 眼瞼結膜、瞼板結膜 | 瞼の内側を覆う。 |
| 眼球結膜、眼結膜   | 結膜で眼球の強膜表面を覆う。結膜と強膜の間には、テノン嚢（鞘）と言われる 薄い膜があり、これが結膜と強膜の潤滑油の役割を果たす。 |
| 円蓋結膜           | 眼球結膜と眼瞼結膜の両者の移行接続部。眼球運動やまばたきを滑らかに行わせる。                                                    |

### 知覚神経支配
結膜の知覚神経支配は、4つの部分に分かれる。
| 部位         | 神経                                   |
| ------------ | -------------------------------------- |
| 上部         | - 眼窩上神経 - 滑車上神経 - 滑車下神経 |
| 下部Inferior | 眼窩下神経                             |
| 側部         | 涙腺神経（頬骨顔面神経から分担される） |
| 角膜周囲     | 長毛様体神経                           |

### 組織学
結膜は、散在する杯細胞と一緒に、重層円柱上皮と重層扁平の両方によって構成されている。上皮層は血管、繊維組織、リンパ管を含む。結膜中の涙腺が、涙における水分を定期的に生産する。結膜表皮にある細胞には、メラニン細胞やリンパ球がある。

## 病気と障害
結膜と角膜の障害には、共通する病気がある。目の表面は、特に敏感な器官の為に感染、科学刺激、アレルギーやドライアイ等にさらされやすい。結膜は、感染や自己免疫反応(en)から炎症を起こす。よく知られているものに、結膜炎とはやり目があげられる。結膜の刺激は、揮発性有機化合物 (VOC) による露光過度から、ドライアイを含む広範囲な理由によって引き起こされる。レプトスピラによる感染で引き起こされるレプトスピラ症により、結膜を赤くさせ、結膜浮腫や滲出液が出ない発赤が顕著に現れる。年齢により、結膜は強膜によって伸縮と弛緩を起こし、結膜弛緩症として知られているような、結膜を覆うような状態になる。結膜は、良性・前がん状態・悪性の腫瘍に侵されることがある。

## その他
- 結膜炎
- 急性出血性結膜炎
- トラコーマ
- 結膜下出血
- ドライアイ

## 追加画像

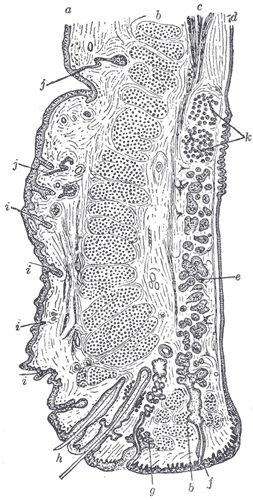
上瞼の矢状切片
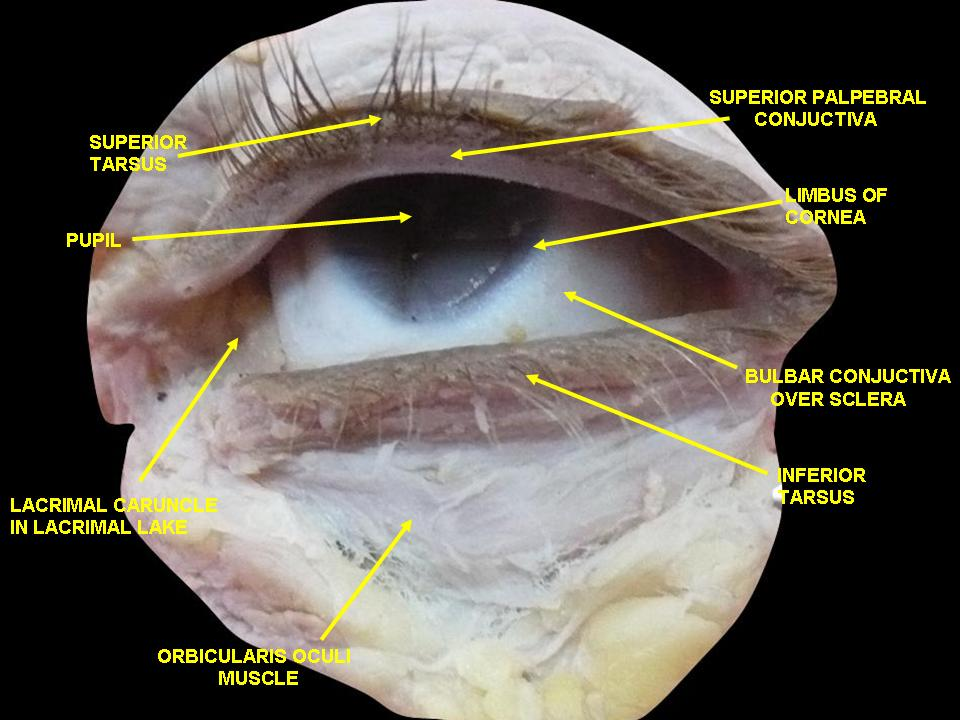
付帯的な眼筋肉、眼窩神経、解剖体。